# Ділліон Гарпер
Ді́лліон Га́рпер (англ. Dillion Harper; нар. 27 вересня 1991, Флорида, США) — американська порноакторка і модель ню.

## Кар'єра
Має черокі-ірландське коріння. Після коледжу, де вивчала стоматологію, влаштувалася на роботу з неповною зайнятістю. Також працювала хостес і офіціанткою в заміському клубі в штаті Флорида; офіціанткою в спортивному барі і в ресторані Olive Garden в місті Нейплс. Щоб додатково заробити, в 19 років почала зі зйомок на вебкамеру для сайту MyFreeCams.com. Також танцювала стриптиз в джентльменському клубі Headquarters в Нью-Йорку.
Надсилала свої фотографії в Bang Bros, Brazzers, Score Magazine й інші агентства. Дебютувала в порноіндустрії в кінці червня 2012 року, знявшись для студії Bang Bros, після того, як її відрекомендувала порноакторка Белла Рокс. Її сім'я не підтримала вибір.
Знімається для Evil Angel, Bang Bros, Mofos, Devil's Film, Naughty America, Reality Kings, Brazzers, New Sensations та інших. Працює з такими акторами, як: Джонні Сінс, Алан Стаффорд і Ерік Еверхард.
У жовтні 2012 року в фільмі Beach Booty! студії Mofos в перший і єдиний раз знялася в сцені анального сексу.
У листопаді 2013 стала Hustler Honey of the Month. Через два місяці з'являється на сторінках Penthouse. У травні 2014 року була названа сайтом Twistys як Treat of the Month. У випуску The Girls of Penthouse за липень—серпень 2015 року знялася у фотосесії. У вересні того ж року стала дівчиною місяця порносайту Girlsway. Також працює в якості моделі нижньої білизни.
13 жовтня 2014 року Ділліон, разом з Айден Ешлі, була оголошена переможницею NightMoves Award в категорії «Міс Конгеніальність». Через три роки отримала ту ж нагороду, в іншій категорії — «Найбільш недооцінена виконавиця» (вибір шанувальників).
Рідне місто — Янкітаун, Флорида. Близько 10 років прожила в Гейнсвіллі.
У липні 2019 року виконала пісню в музичному синглі «Porn Star» хіп-хоп музиканта Раяна Бенкса.
На 2020 рік знялася в 439 порнофільмах.

## Нагороди та номінації

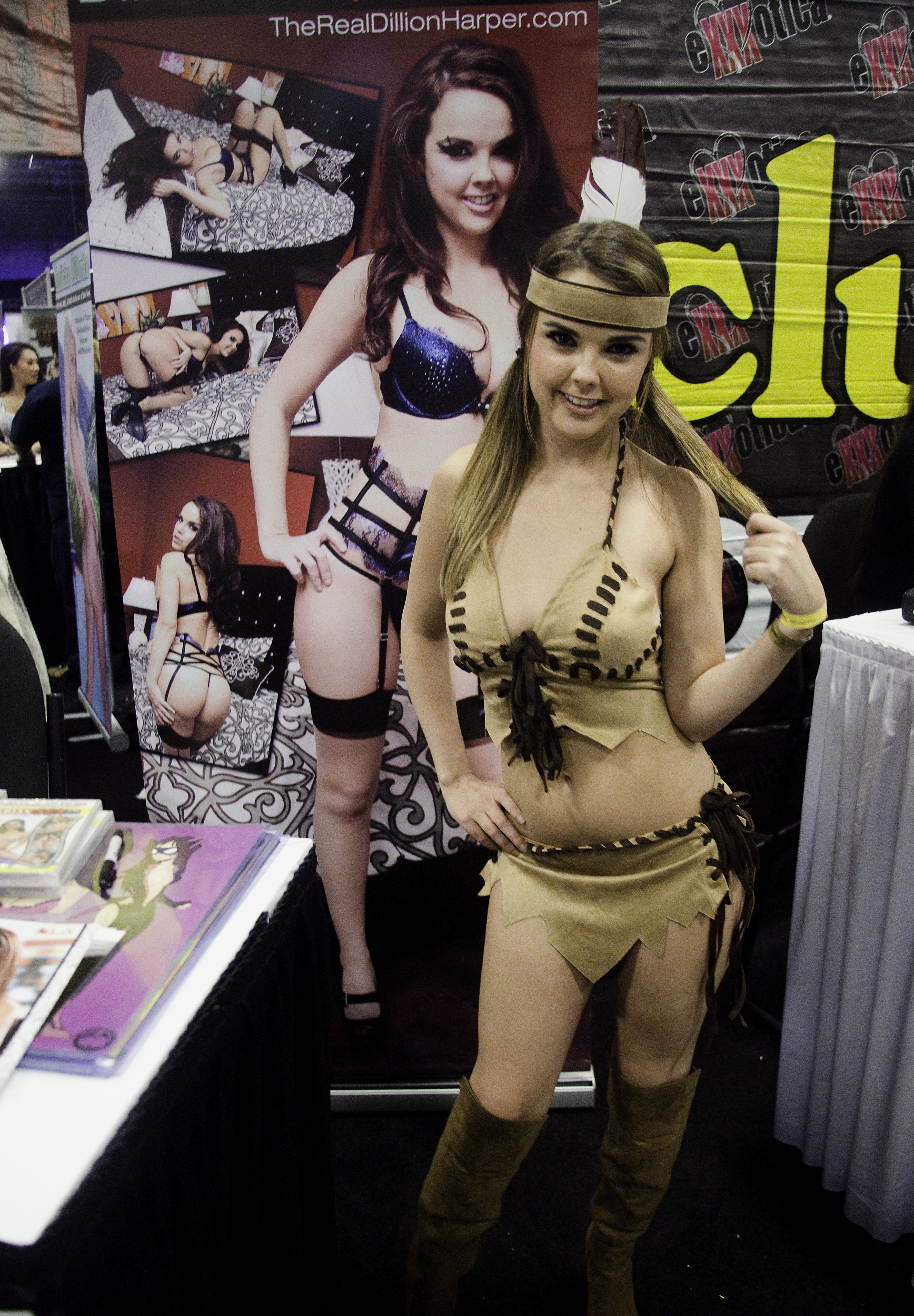
Ділліон Гарпер на Exxxotica 2015

| Рік  | Нагорода         | Результат | Категорія | Фільм                             |
| ---- | ---------------- | --------- | --- | --------------------------------- |
| 2013 | Sex Award        | Номінація | Найгарячіша нова дівчина | Н/Д                               |
| 2014 | AVN Award        | Номінація | Найкраща нова старлетка | Н/Д                               |
| 2014 | AVN Award        | Номінація | Найкраща сцена групового сексу (разом з Аніккою Олбрайт, Мануелем Феррарою, Мішею Брукс, Райлі Рід, Ремі Лакруа і Ешлі Фаєрс)                                                                                                  | Manuel Ferrara's Reverse Gangbang |
| 2014 | AVN Award        | Номінація | Найкраща сцена сексу хлопець/дівчина (разом з Міком Блу) | Wet Dreams                        |
| 2014 | NightMoves Award | Перемога  | Міс Конгеніальність (разом з Айден Ешлі) | Н/Д                               |
| 2014 | XBIZ Award       | Номінація | Найкраща нова старлетка | Н/Д                               |
| 2014 | XRCO Award       | Номінація | Кремова мрія року | Н/Д                               |
| 2014 | XRCO Award       | Номінація | Нова старлетка року | Н/Д                               |
| 2015 | AVN Award        | Номінація | Найкраща сцена групового сексу (разом з Бредлі Ремінгтоном, Даною Деармонд, Джейсоном Метріксом, Джессі Джонсом, Джессікою Медісон, Деніелом Гантером, Кармен Кармою, Кеті Сент-Айвс, Райлінн Рей, Сарою Шевон і Чедом Альвою) | Private Lives                     |
| 2015 | AVN Award        | Номінація | Найкраща сцена сексу від першої особи (разом з Кевіном Муром) | Tanlines 4                        |
| 2015 | AVN Award        | Номінація | Нагорода шанувальників: улюблена порнозірка (жінка) | Н/Д                               |
| 2015 | XBIZ Award       | Номінація | Найкраща сцена — віньєтка (разом з Денні Маунтіном) | Young Girl Seductions 2           |
| 2016 | AVN Award        | Номінація | Найкраща сцена сексу від першої особи (разом з Денні Маунтіном і Сарою Лав) | Girlfriend Experience 2           |
| 2016 | AVN Award        | Номінація | Нагорода шанувальників: найбільша вебзнаменитість | Н/Д                               |
| 2016 | AVN Award        | Номінація | Нагорода шанувальників: найкращі цицьки | Н/Д                               |
| 2016 | AVN Award        | Номінація | Нагорода шанувальників: найепічніша дупа | Н/Д                               |
| 2016 | NightMoves Award | Номінація | Найкраща порноакторка-стриптизерка | Н/Д                               |
| 2016 | RISE Award       | Перемога  | Найкращі цицьки | Н/Д                               |
| 2017 | AVN Award        | Номінація | Найкращий вебсайт порнозірки (DillionHarperExclusive.com) | Н/Д                               |
| 2017 | NightMoves Award | Перемога  | Найбільш недооцінена виконавиця (вибір шанувальників) | Н/Д                               |
| 2017 | RISE Award       | Перемога  | Найкращі цицьки | Н/Д                               |
| 2017 | RISE Award       | Перемога  | Сольний сайт року (DillionHarperExclusive.com) | Н/Д                               |
| 2018 | Pornhub Award    | Перемога  | Найкрасивіша кицька (нагорода шанувальників) | Н/Д                               |
| 2018 | Pornhub Award    | Номінація | Найпопулярніша виконавиця | Н/Д                               |
| 2018 | Pornhub Award    | Номінація | Найкрасивіші цицьки (нагорода шанувальників) | Н/Д                               |
| 2018 | Pornhub Award    | Номінація | Найзабавніший виконавець (нагорода шанувальників) | Н/Д                               |
| 2018 | Pornhub Award    | Номінація | Сирена соло — найкраща виконавиця мастурбації | Н/Д                               |
| 2018 | XBIZ Award       | Номінація | Найкраща сцена сексу — віртуальна реальність (разом з Бріджит Бі) | Motherly Love                     |
| 2019 | Fleshbot Award   | Перемога  | Найкращі цицьки | Н/Д                               |
| 2019 | Pornhub Award    | Номінація | Найкращий Twitter (нагорода шанувальників) | Н/Д                               |
| 2019 | Pornhub Award    | Перемога  | Найкрасивіші цицьки (нагорода шанувальників) | Н/Д                               |
| 2020 | XBIZ Cam Award   | Номінація | Найкраща преміум-соціальна медіазірка — жінка | Н/Д                               |

## Вибрана фільмографія
- 2012 — Big Dick for a Cutie
- 2012 — Brazzers Christmas Party
- 2012 — She is So Cute 4
- 2013 — Sexual Healing
- 2013 — Couples Bang the Babysitter
- 2013 — Young and Glamorous 5
- 2014 — Brand New Girls
- 2014 — Father Figure
- 2014 — Milf Banged
- 2014 — These Things We Do
- 2014 — Mother-Daughter Exchange Club 34
- 2015 — We Live Together 37